# Cyrtogaster javensis
Cyrtogaster javensis är en stekelart som beskrevs av Girault 1915. Cyrtogaster javensis ingår i släktet Cyrtogaster och familjen puppglanssteklar. Inga underarter finns listade i Catalogue of Life.